# Megachile fulvimana
Megachile fulvimana är en biart som beskrevs av Eduard Friedrich Eversmann 1852. Megachile fulvimana ingår i släktet tapetserarbin, och familjen buksamlarbin. Inga underarter finns listade i Catalogue of Life.